# PEC in het seizoen 1946/47
Het seizoen 1946/1947 was het 36e jaar in het bestaan van de Zwolse voetbalclub PEC. De club kwam uit in de Tweede Klasse Oost B.

## Wedstrijdstatistieken

### Tweede Klasse B
| Labor                                                     |                     |                             |                                                    |
|                                                           | PEC                 | 2 – 1 (? – ?)               | DVV Labor                                          |
| 22 september 1946 Plaats: Zwolle Gemeentelijk Sportpark   |                     |                             |                                                    |
|                                                           | DVV Labor           | 0 – 4 (0 – ?)               | PEC                                                |
| 29 december 1946 Plaats: Deventer Sportpark Labor         |                     |                             |                                                    |
| A.Z.C.                                                    |                     |                             |                                                    |
|                                                           | PEC                 | 3 – 0 (? – 0)               | AZC Zutphen                                        |
| 18 mei 1947 Plaats: Zwolle Gemeentelijk Sportpark         |                     |                             |                                                    |
|                                                           | AZC Zutphen         | 2 – 2 (? – ?)               | PEC                                                |
| 8 december 1946 Plaats: Zutphen Sportpark AZC Zutphen     |                     |                             |                                                    |
| Aalten                                                    |                     |                             |                                                    |
|                                                           | PEC                 | 4 – 0 (? – 0)               | VV Aalten                                          |
| 1 december 1946 Plaats: Zwolle Gemeentelijk Sportpark     |                     |                             |                                                    |
|                                                           | VV Aalten           | 2 – 4 (? – ?)               | PEC                                                |
| 1 juni 1947 Plaats: Aalten Sportpark Zuid                 |                     |                             |                                                    |
| Zutphania                                                 |                     |                             |                                                    |
|                                                           | PEC                 | 0 – 0                       | ZVV Zutphania                                      |
| 19 januari 1947 Plaats: Zwolle Gemeentelijk Sportpark     |                     |                             |                                                    |
|                                                           | ZVV Zutphania       | 0 – 2 (0 – ?)               | PEC                                                |
| 29 september 1946 Plaats: Zutphen Sportpark Park van Eme  |                     |                             |                                                    |
| Z.A.C.                                                    |                     |                             |                                                    |
|                                                           | PEC                 | 4 – 0 (? – 0)               | ZAC                                                |
| 20 april 1947 Plaats: Zwolle Gemeentelijk Sportpark       |                     |                             |                                                    |
|                                                           | ZAC                 | 1 – 3 (? – ?)               | PEC                                                |
| 27 oktober 1946 Plaats: Zwolle Sportpark Veerallee        |                     |                             |                                                    |
| W.V.C.                                                    |                     |                             |                                                    |
|                                                           | PEC                 | 3 – 4 (? – ?)               | WVC                                                |
| 6 oktober 1946 Plaats: Zwolle Gemeentelijk Sportpark      |                     | Niet in eindstand opgenomen |                                                    |
|                                                           | WVC                 | 1 – 3 (? – ?)               | PEC                                                |
| 23 maart 1947 Plaats: Winterswijk Sportpark De Morgenzon  |                     |                             |                                                    |
| Robur et Velocitas                                        |                     |                             |                                                    |
|                                                           | PEC                 | 4 – 3 (2 – 1)               | Robur et Velocitas                                 |
| 24 november 1946 Plaats: Zwolle Gemeentelijk Sportpark    | Jan Doorneweert 90' |                             | 10' Middelink Hazelenbach                          |
|                                                           | Robur et Velocitas  | 0 – 4 (0 – 3)               | PEC                                                |
| 11 mei 1947 Plaats: Apeldoorn Sportpark Kerschoten        |                     |                             | Wim Kieft Dries Jans Cornelis Mulder Dick Scholder |
| Zwolsche Boys                                             |                     |                             |                                                    |
|                                                           | PEC                 | 0 – 0                       | Zwolsche Boys                                      |
| 30 maart 1947 Plaats: Zwolle Gemeentelijk Sportpark       |                     | Zwolse derby                |                                                    |
|                                                           | Zwolsche Boys       | 0 – 0                       | PEC                                                |
| 15 september 1946 Plaats: Zwolle Sportpark De Vrolijkheid |                     | Zwolse derby                |                                                    |
| Sallandia                                                 |                     |                             |                                                    |
|                                                           | PEC                 | 0 – 0                       | DVV Sallandia                                      |
| 3 november 1946 Plaats: Zwolle Gemeentelijk Sportpark     |                     |                             |                                                    |
|                                                           | DVV Sallandia       | 3 – 2 (? – ?)               | PEC                                                |
| 27 april 1947 Plaats: Deventer Sportpark Sallandia        |                     |                             |                                                    |

## Statistieken PEC 1946/1947

### Eindstand PEC in de Nederlandse Tweede Klasse 1946 / 1947
| Stand | Gespeeld | Gewonnen | Gelijk | Verloren | Punten | Doelpunten voor | Doelpunten tegen |
| ----- | -------- | -------- | ------ | -------- | ------ | --------------- | ---------------- |
| 2e    | 17       | 11       | 5      | 1        | 27     | 41              | 13               |

### Punten per tegenstander
|       | Labor | A.Z.C. | Aalten | Zutphania | Z.A.C. | W.V.C. | Robur et Velocitas | Zwolsche Boys | Sallandia |
| ----- | ----- | ------ | ------ | --------- | ------ | ------ | ------------------ | ------------- | --------- |
| Thuis | 2     | 2      | 2      | 1         | 2      | 0*     | 2                  | 1             | 1         |
| Uit   | 2     | 1      | 2      | 2         | 2      | 2      | 2                  | 1             | 0         |

### Doelpunten per tegenstander
|       | Labor | A.Z.C. | Aalten | Zutphania | Z.A.C. | W.V.C. | Robur et Velocitas | Zwolsche Boys | Sallandia | Totaal |
| ----- | ----- | ------ | ------ | --------- | ------ | ------ | ------------------ | ------------- | --------- | ------ |
| Thuis | 2     | 3      | 4      | 0         | 4      | 3*     | 4                  | 0             | 0         | 20     |
| Uit   | 4     | 2      | 4      | 2         | 3      | 3      | 4                  | 0             | 2         | 24     |
|       |       |        |        |           |        |        |                    |               |           | 44     |